# بتل چس
نبرد شطرنج (انگلیسی: Battle Chess) یک بازی ویدئویی در سبک شطرنج با گرافیک و انیمیشن سه‌بعدی است که برای اولین بار در سال ۱۹۸۸ توسط کمپانی اینترپلی اینترتینمنت برای رایانه‌های خانگی آمیگا و سپس برای سیستم‌های مختلفی از جمله ۳دی‌او، مایکروسافت ویندوز، داس، سیستم سرگرمی نینتندو، کمودور ۶۴، آتاری اس‌تی، آمیگا سی‌دی۳۲، کمودور سی‌دی‌تی‌وی، مکینتاش، اپل ۲، NEC، FM Towns، Acorn Archimedes تولید و منتشر گردید. در سال ۱۹۹۱ شرکت «اینترپلی» یک نسخه بهبود‌یافته با عنوان Battle Chess Enhanced برای کامپیوترهای شخصی (PC) منتشر کرد که از گرافیک VGA و موسیقی بسیار بهتر بهره می‌برد و بر روی مدیای سی‌دی ذخیره شده بود.
این بازی که با واکنش مثبت منتقدان و گیمرها مواجه شده بود، باعث شد تا سازندگان اقدام به ساخت دو قسمت برای ادامه آن نمایند. ضمن اینکه موفقیت این بازی، الهام‌بخش عناوین مختلفی در صنعت بازی‌سازی گردید. در ۱۱ دسامبر ۲۰۱۵ نسخه ریمیک و بازسازی شده‌ای از این بازی با عنوان «نبرد شطرنج: بازی پادشاهان» توسط سرویس استیم در سطح جهان عرضه گردید.

## گیم‌پلی

قواعد این بازی ویدئویی دقیقا مانند قواعد شطرنج می‌باشد، علاوه براینکه حرکت و گرفتن مهره‌های حریف هرکدام در این بازی همراه با انیمیشن‌های مخصوصی می‌باشد. به‌طور مثال مهره رخ برای گرفتن مهره پیاده حریف، ابتدا تبدیل به گولم شده سپس با ضربه‌ای سر مهره سرباز حریف را خورد می‌کند. بیش از ۳۵ انیمیشن مختلف برای مهره‌های این بازی توسط سازندگان طراحی شده است. در این بازی همچنین اشاره‌های مختلفی به آثار مشهور دیگر وجود دارد، برای مثال انیمیشن نبرد بین دو مهره اسب، یک رفرنس و اشاره به نبرد شوالیه سیاه در فیلم مانتی پایتون و جام مقدس و نبرد بین مهره شاه و فیل نیز یک رفرنس به نبرد کوتاهی از ایندیانا جونز و یکی از دشمنان شمشیر به دست خود در فیلم مهاجمان صندوق گمشده است.
این بازی را می‌توان به صورت دوبعدی و البته بدون انیمیشن‌های آن اجرا نمود. نسخه آمیگا سی‌دی‌تی‌وی این بازی دارای صوت کامل برای تازه‌کاران و مبتدیان است که نحوه حرکت مهره‌های بازی را کاملا توضیح می‌دهد. اصوات این بازی در نسخه داس، به صورت اصوات دیجیتایز و از طریق بلندگوها بدون نیاز به کارت صوتی (با استفاده از تکنیک خاصی به نام RealSound)، برای کاربران پخش می‌شود.
این بازی را می‌توان هم به صورت تک‌نفره در مقابل هوش مصنوعی کامپیوتر و هم به صورت دونفره برابر یک حریف انسانی (حریف رودررو یا از طریق مودم یک شبکه)  بازی نمود.